# The Blue Marble
The Blue Marble (plava pikula, plava franja) poznata je fotografija Zemlje koju je 7. prosinca 1972. snimila posada svemirske letjelice Apollo 17 s udaljenosti od oko 29 000 kilometara ili oko 18 000 milja. Jedna je od najraširenijih fotografija u povijesti. Predstavlja jednu od rijetkih potpuno osvijetljenih slika Zemlje, s obzirom na to da su astronauti imali Sunce za leđima prigodom slikanja. Astronautima, Zemlja je nalikovala dječjim staklenim pikulama (otuda i ime).

## Vidjeti također
- Pale Blue Dot
- Earthrise